# Газове опалення
Газове опалення -

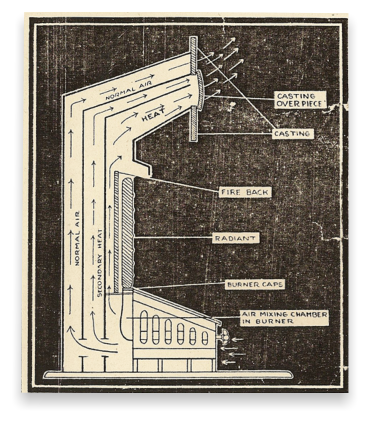
Модель газового конвектора

система опалення, в якій як паливо використовуються горючі гази, а опалювальні прилади для спалювання газу встановлюються в приміщеннях, що обігріваються.  У систему газового опалення, крім опалювальних приладів, входять газопровід, запірно-регулююча арматура, автоматично діючі прилади безпеки користування газом, пристрої для відведення продуктів згоряння газу.
Безпеку під час використання газового опалювального обладнання забезпечується вбудованими механічними і електронними системами безпеки, що здійснюють технічний контроль за процесом спалення газу в опалювальних приладах.  Автоматика газового опалення може, як і запобігати подачі газу при виникненні витоків, так і регулювати її для досягнення оптимального рівня економічної витрати та підтримки необхідного рівня температури в будинку .
До газових опалювальних приладів відносяться: газові котли, конвектори, газові каміни, газові інфрачервоні обігрівачі. Найбільш економнішим приладом є інфрачервоні обігрівачі так як вони обігрівають помешкання інфрачервоними променями що передають тепло за допомогою інфрачервоного випромінювання, їм треба найменше газу для обігріву певної території.
Серед плюсів газового опалення виділяється можливість певної економії на оплаті послуг, шляхом опалення конкретних кімнат які потребують опалення і до необхідної температури
.
Серед недоліків газового опалення можна виділити те що газ є пожежонебезпечним і вибухонебезпечним видом палива. Сама по собі якість газу мало впливає на безпеку людей, які проживають в приміщені, але це тільки при якісному газовому обладнані і дотриманні будівельних правил та норм (СНіП). За дотриманням норм безпеки користування газом стежить наглядова організація і на монтаж газового обладнання необхідно отримувати юридично встановлений дозвіл, це створює додаткові труднощі бюрократичного характеру (збір документів, дозволів і т.д), це створює незручності в користуванні системою газового опалення.
Газові опалювальні прилади є чутливими до умов експлуатації, таким як: тиск газу у газопроводі та наявність подачі чистого повітря до сопел газових обігрівачів. Обираючи газовий опалювальний прилад необхідно переконатися, що його пальник адаптований до зниженого або не стабільному тиску в газопроводі, в умовах коливань зимової температури тиск газу в газопроводах також коливається. Пил, пісок, опади потрапляючи в пальник газового приладу, швидко виводять його з ладу. Для того щоб цього уникнути необхідно убезпечити труби доступу повітря до приладів від потрапляння будь яких сторонніх субстанцій, особливо будівельного пилу і атмосферних опадів тощо.

## Див також
- Опалення
- Енергоефективність